# Edmund Kaczor
Edmund „Eppi“ Kaczor (* 24. Dezember 1956 in Hamm; † 30. August 2024 in Wien) war ein deutscher Fußballspieler.

## Karriere
Der jüngere Bruder von Josef Kaczor gehörte zur Saison 1975/76 dem Profi-Kader des FC Bayern München an, wechselte aber bereits im Oktober 1975 zum Zweitligisten Preußen Münster, blieb dort bis zum 30. November 1979 und wechselte mit Beginn der Rückrunde 1979/80 zurück in die Bundesliga zum MSV Duisburg. Sein Debüt im bezahlten Fußball gab er am 22. November 1975 (15. Spieltag) beim 4:0-Sieg im Heimspiel gegen Alemannia Aachen; sein erstes Tor erzielte er am 24. Januar 1976 (21. Spieltag) beim 2:1-Sieg im Auswärtsspiel gegen den Spandauer SV. In der ersten Saison kam er zu 24 Einsätzen und sechs Toren; für die Münsteraner insgesamt auf 88 Spiele und 20 Toren sowie zu drei Spielen (1 Tor) im DFB-Pokal-Wettbewerb. In der Bundesliga bestritt er sein erstes von (nur) fünf Spielen am 19. Januar 1980 (18. Spieltag) bei der 0:2-Niederlage im Auswärtsspiel gegen den VfB Stuttgart. Zur Saison 1980/81 gehörte er dem Kader des Zweitligisten Rot-Weiß Oberhausen an, für den er auch zweimal im DFB-Pokal-Wettbewerb (1 Tor) zum Einsatz kam. Von 1981/82 bis 1982/83 spielte er noch beim österreichischen Erstdivisionär Linzer ASK, für den er 60 von 66 Divisionsspielen bestritt und 24 Tore erzielte. Obwohl 1981/82 als Zehntplatzierter sportlich abgestiegen, blieb er mit der Mannschaft erstklassig, da die Bundesliga in der Folgesaison um sechs Vereine auf 16 aufgestockt wurde.

## Sonstiges
Obwohl Kaczor den FC Bayern München bereits im Oktober 1975 verließ und zu keinem Punktspieleinsatz kam, so agierte er aber im Europapokal der Landesmeister im Rückspiel der 1. Runde gegen Jeunesse Esch, das im Münchner Olympiastadion mit 3:1 Toren gewonnen wurde.